# Ivanivka, Prîazovske
Ivanivka (în ucraineană Іванівка) este un sat în comuna Voskresenka din raionul Prîazovske, regiunea Zaporijjea, Ucraina.

## Demografie
Componența lingvistică a localității Ivanivka
     Ucraineană (82,29%)
     Rusă (12,5%)
     Bulgară (3,13%)
     Română (1,04%)
Conform recensământului din 2001, majoritatea populației localității Ivanivka era vorbitoare de ucraineană (82,29%), existând în minoritate și vorbitori de rusă (12,5%), bulgară (3,13%) și română (1,04%).